# آرمز كوربوريشن
آرمز كوربوريشن (باليابانية: 有限会社アームス ، بالروماجي: Yūgen-gaisha Āmusu) هو استوديو رسوم متحركة ياباني، تأسس في 18 نوفمبر 1996، ويقع مقره في سوغينامي، طوكيو.

## أعمال الاستوديو

### مسلسلات أنمي تلفزيونية
- إلفن ليد (2004)
- هاي سكول غيرلز (2006)

### هنتاي
- ميزو فورتي (2000 ــ 2001)

## وصلات خارجية
- الموقع الرسمي (باليابانية)

آرمس كوربوريشن على موقع ANN company (الإنجليزية)